# 奥安楽川村
奥安楽川村（おくあらかわむら）は、和歌山県那賀郡にあった村。現在の紀の川市桃山町の中部にあたる。

## 地理
- 山岳：寺山、鷹ノ巣
- 河川：柘榴川、野田原川

## 歴史
- 1889年（明治22年）4月1日 - 町村制の施行により、善田村・大原村・黒川村・野田原村・脇谷村の区域をもって発足。
- 1956年（昭和31年）8月1日 - 安楽川町・調月村と合併して桃山町が発足。同日奥安楽川村廃止。